# ワハン人
ワハン人はアフガニスタン北東部とタジキスタン南東部のバダフシャーン地方のワハーンの民族である。タジキスタン、中国新疆ウイグル自治区、パキスタンのワハーンの近隣地域やパキスタンのチトラル地区やゴジャルにもいる。
ワハーン人、ワヒ人、ワヒー人、ヒク人、ワハニ、ワハーニー、ワーハーニー、ワヒ、ワヒー、ヒクとも呼ぶ。ワハニ、ワハーニー、ワーハーニー、ワヒ、ワヒーはワハーンが由来である。また、パキスタンのゴジャルではゴジャル人、グジャリとも呼ぶ。グジャリとはゴジャルの人という意味である。ワハン人はワハン語を話す。
ワハン人はアフガニスタンでは公的にはパミール人と呼ばれ、中華人民共和国では公的にはタジク族とみなしている。タジキスタンでも公的にはタジク人とされているが、ワハン人自身はパミール人と考えていて、パキスタンではワハン人自身はパミール人でゴジャル人と考えている。
宗教はイスラム教シーア派イスマーイール派ニザール派と民族宗教である
。
ワハン人は主にヤクと馬の群れに依存した遊牧生活を送っている. 。夏の住居と冬の住居というように2つの住居を持っているものもいて、家は石と芝で建てる。

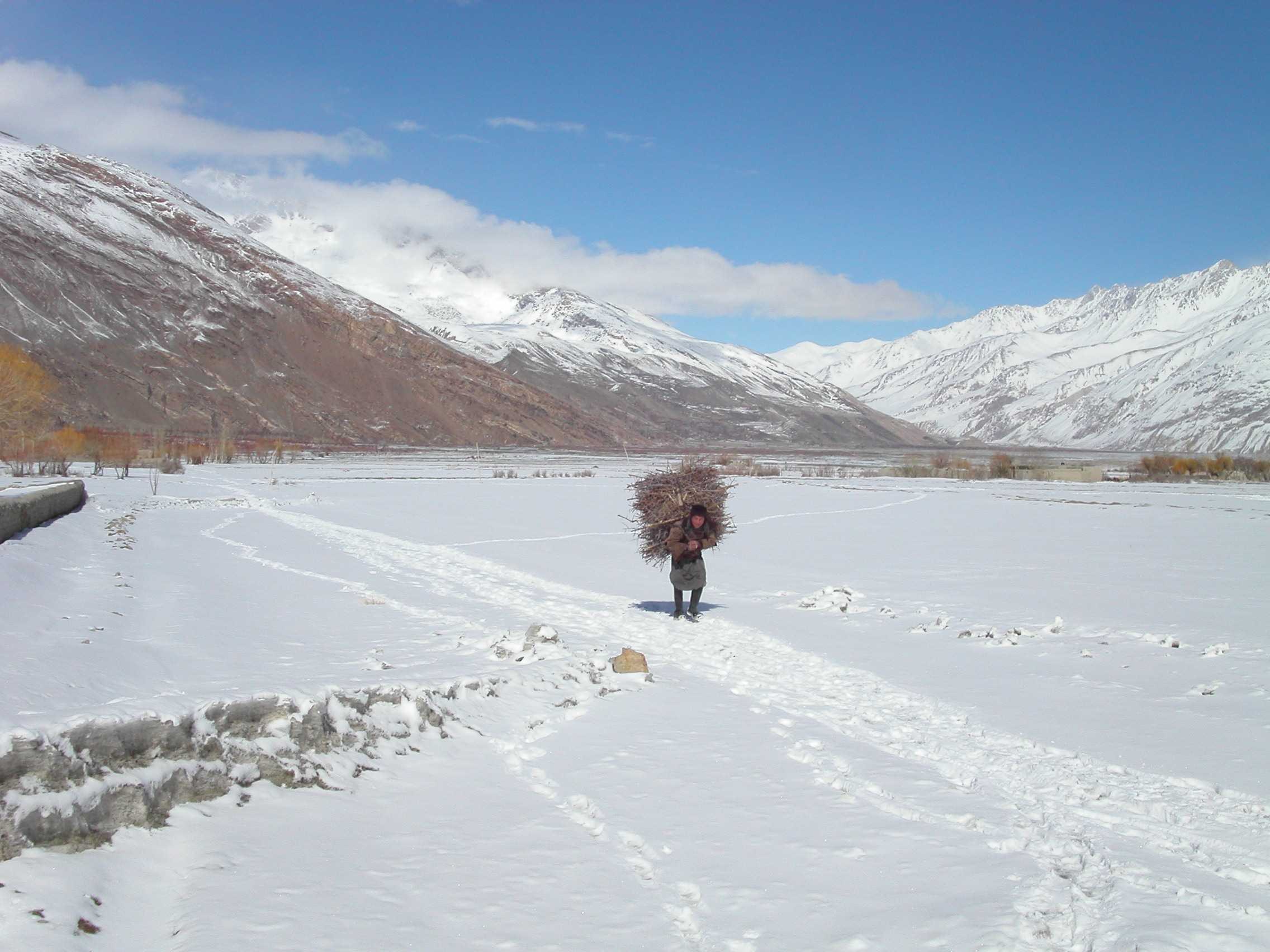
うっすら雪が積もるワハン回廊で薪を集めているワハン人男性。